# Elizabeth Thynne, Marquesa de Bath
Elizabeth Thynne, Marquesa de Bath (27 de julho de 1735 - 12 de dezembro de 1825), nascida Lady Elizabeth Cavendish-Bentinck, era a esposa de Thomas Thynne, 1º Marquês de Bath . Foi uma Dama do quarto de dormir de Carlota de Mecklenburg-Strelitz, rainha consorte do Rei Jorge III do Reino Unido, de 1761 a 1793, e tornou-se Mistress of the Robes em 1793, mantendo a posição até à morte da rainha, em 1818. 
Elizabeth nasceu em Welbeck Abbey, filha de William Bentinck, 2º Duque de Portland e de Margaret Bentinck . 
Casou-se com o Thomas Thynne a 22 de março de 1759, na Igreja de Santa Margarida, tornando-se Viscondessa de Weymouth.   O casal teve três filhos, dos quais Thomas Thynne, 2º Marquês de Bath e pelo menos três filhas.  O seus restantes filhos eram: 
- Lady Isabella Thynne
- Lady Mary Thynne
- Lady Louisa Thynne (1760-1832), casou-se com Heneage Finch, 4º Conde de Aylesford, com descendência
- Lady Henrietta Thynne (1762-1813), casou-se com Philip Stanhope, 5º Conde de Chesterfield, com descendência
- Lady Sophia Thynne (1763-1791), casou-se com George Ashburnham, 3º Conde de Ashburnham, com descendência
- George Thynne, 2º Barão Carteret de Hawnes (1770-1838), casou-se com a Honorável Harriet Courtenay, sem descendência
- John Thynne, 3º Barão Carteret de Hawnes (1772-1849), casou-se com Mary Anne Master, sem descendência

Depois do marido tornar-se marquês de Bath, em 1789, passa a Marquesa de Bath. Faleceu aos 90 anos em Lower Grosvenor Street, em Londres. 